# 北風 〜君にとどきますように〜
「北風 〜君にとどきますように〜」（きたかぜ きみにとどきますように）は、1992年10月25日に発売された槇原敬之6枚目のシングル。発売元はWEA MUSIC（後にワーナーミュージック・ジャパンに併合）。

## 解説
2ndシングル「ANSWER/北風」収録曲「北風」に、槇原がアレンジを加え6thシングルとして発売。ストリングス・ホーンアレンジには服部隆之。
このヴァージョンは『SMILING 〜THE BEST OF NORIYUKI MAKIHARA〜』、『10.Y.O. 〜 THE ANNIVERSARY COLLECTION〜』、『槇原敬之 Song Book "since 1997〜2001"』、『Completely Recorded』、『Noriyuki Makihara 20th Anniversary Best LOVE』と、活動の節目ごとに発売される編集盤に必ず収録。一時期、槇原が最も気に入っているとして挙げた。
カップリング曲「涙のクリスマス」はアルバム『君は僕の宝物』からのシングルカット。槇原が高校2年生時に作った曲。デビュー前に制作したカセットに収録されているが、一部歌詞が異なる。

## 収録曲
全作詞・作曲・編曲：槇原敬之
1. 北風 〜君にとどきますように〜
（ストリングス・ホーンアレンジ：服部隆之）
2. 涙のクリスマス

## カバー
北風 〜君にとどきますように〜
- ケビン・チェン（中国語版）（1993年、広東語版「曾在夢中戀愛」、アルバム『鄭嘉穎』に収録）